# Atlapetes pallidiceps
Tico-tico-de-cabeça-pálida ou tico-tico-grisalho (Atlapetes pallidiceps) é uma espécie de ave da família Emberizidae.
É endémica do Equador.
Os seus habitats naturais são: matagal árido tropical ou subtropical e pastagens.
Está ameaçada por perda de habitat.